# Französische Badmintonmeisterschaft 1979
Die Französische Badmintonmeisterschaft 1979 fand in Mont-Saint-Aignan statt. Es war die 30. Austragung der nationalen Titelkämpfe im Badminton in Frankreich.	

## Titelträger
| Disziplin    | Sieger                            |
| ------------ | --------------------------------- |
| Herreneinzel | Joël Gueguen                      |
| Dameneinzel  | Anne Méniane                      |
| Herrendoppel | Patrice Lehouerou Yves Corbel     |
| Damendoppel  | Michèle Bontemps Anne Méniane     |
| Mixed        | Jean-Claude Bertrand Anne Méniane |